# Рубашкин, Валерий Шлёмович
Валерий Шлёмович Рубашкин (21 августа 1936 — 5 марта 2015) — советский и российский учёный, лингвист, специалист в области компьютерной семантики. Доктор технических наук (1993), профессор Санкт-Петербургского государственного университета (2005 — 2015).

## Биография
В 1960 окончил Ленинградский Электротехнический институт. Учился в аспирантуре философского факультета Ленинградского университета, в 1967 году защитил диссертацию на соискание учёной степени кандидата философских наук по теме «Проблема "физического смысла"». В 1993 защитил докторскую диссертацию по теме «Исследование и разработка алгоритмов сжатия и восстановления изображений, формируемых датчиками летательных аппаратов» (специальность 05.13.17 — «Теоретические основы информатики»).
С 2005 по 2015 профессор Санкт-Петербургского государственного университета (СПбГУ).
С 2011 по 2015 научный руководитель магистерской программы «Инженерия гуманитарных знаний» кафедры информационных систем в искусстве и гуманитарных науках факультета искусств СПбГУ. Организатор семинара по корпусной и компьютерной лингвистике в Институте лингвистических исследований РАН.

## Научная деятельность
Научные интересы: инженерия знаний, онтологическое моделирование, логический анализ языка науки, семантический и синтаксический анализ текста, фактографический анализ текста.
Практические разработки: синтаксический анализатор (проекты «Текст-рисунок», «Пропись»); система фактографического анализа текста для поддержки принятия решений; онтологический редактор InTez.
Автор свыше 90 научных работ.
Член международного программного комитета конференций MegaLing'2006 («Горизонты прикладной лингвистики и лингвистических технологий»), MegaLing'2007.

## Список важнейших научных публикаций
- Представление и анализ смысла в интеллектуальных информационных системах. — М.: Наука, 1989. — 190 с.
- A linguistic processor with advanced semantic component // Artificial Intelligence News. Special Issue. — Moscow, 1993. — P. 99 —103. (в соавт.).
- Синтаксический анализ в практически ориентированном лингвопроцессоре информационного типа. // Научно-техническая информация.— Сер. 2.- 1995. —  № 7. — С. 1 — 9.
- Семантический (концептуальный) словарь для информационных технологи // Научно-техническая информация. — Сер. 2. —  Часть 1. 1998.- N 1. — С. 19 -24; Часть 2. Логическая интерпретация понятий и их описание в концептуальном словаре.- 1999. —  № 5. — С. 1 — 12; Часть 3. Методы формирования и ведения словаря. — 2000. — № 7. — С. 1 — 9. (в соавт.).
- О логической систематизации вопросов // Научно-техническая информация. — Сер. 2. —  2001. — N 7. — С. 10 — 17.
- Онтология: от натурфилософии к научному мировоззрению и инженерии знаний // Вопросы философии № 1, 2005. 1. С. 64 —  81.
- Прикладная лингвистика и языковая инженерия // Труды международной конференции «Megaling'2005. Прикладная лингвистика в поисках новых путей». — СПб: Издательство "Осипов", 2005. С. 115 — 123.
- Семантический компонент в системах понимания текста // КИИ-2006. Десятая национальная конференция по искусственному интеллекту с международным участием. Труды конференции. —  М.: Физматлит, 2006. С. 455 — 463.
- Виды неоднозначностей в размеченных корпусах и методы их разрешения // Труды международной конференции "Корпусная лингвистика-2006". — СПб.: Изд-во С.-Петерб. Ун-та, 2006, — С. 339 — 346.
- Распознавание количественной информации в ЕЯ-текстах // Компьютерная лингвистика и интеллектуальные технологии: Труды международной конференции «Диалог 2006». — М.: Изд-во РГГУ, 2006. С. 456 — 458. (в соавт.).
- Онтологии — проблемы и решения. Точка зрения разработчика // Компьютерная лингвистика и интеллектуальные технологии: Труды международной конференции «Диалог 2007». —  М.: Издательский центр РГГУ, 2007. С. 481 — 485.
- Онторедактор как комплексный инструмент онтологической инженерии // Компьютерная лингвистика и интеллектуальные технологии: Труды международной конференции «Диалог 2008». —  Труды Международной конференции Диалог-2008. —  М.: Наука, 2008. с. 453— 459 (в соавт.).
- Философия и язык эмпирической систематизации знаний // Одиннадцатая национальная конференция по искусственному интеллекту с международным участием КИИ-2008. Труды конференции. Т. 3. —  М.: URSS, 2008. С. 217 — 225.
- О методологии наполнения онтологий // Интернет и современное общество : труды XII Всероссийской объединенной конференции, Санкт-Петербург, 27-29 октября 2009 г. — Санкт-Петербург: Институт искусств Факультета филологии и искусств СПбГУ, 2009. — С. 125—130.
- Онтологическая семантика. Знания. Онтологии. Онтологически ориентированные методы информационного анализа текстов / В. Ш. Рубашкин. — Москва: Физматлит, 2012. — 347 с.: ил., схем., табл. ISBN 978-5-9221-1439-4.